# カイ諸島

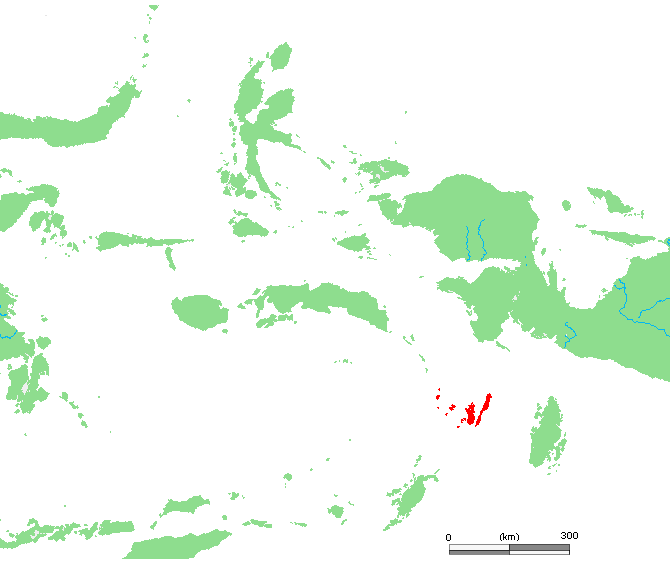
カイ諸島

カイ諸島(Kai Islands)はインドネシア東部の諸島。モルッカ諸島の一部であり、バンダ海とアラフラ海の境に位置する。行政面では全域がマルク州である。
諸島内の最も大きな島は、東側のKai Besar(Great Kei)であり、山がちな地形となっている。主要な町としては、Kai Kecil(Little Kei)にトゥアル(Tual)がある。
産業としては焼き畑農業のほか、漁業、養殖真珠などがある。